# 155217 Radnoti
155217 Radnoti este o planetă minoră (asteroid) din centura de asteroizi. A fost descoperită pe 9 noiembrie 2005 la Piszkéstetői Obszervatórium⁠(d) de Krisztián Sárneczky⁠(d) și a fost numită după Miklós Radnóti. 
Obiectul prezintă o orbită caracterizată de o semiaxă mare de 2,6680459026533 UAi, o excentricitate de 0,053970423163104, o înclinație de 1,9965887426256 ° în raport cu ecliptica.